# 잭 켈리 주니어

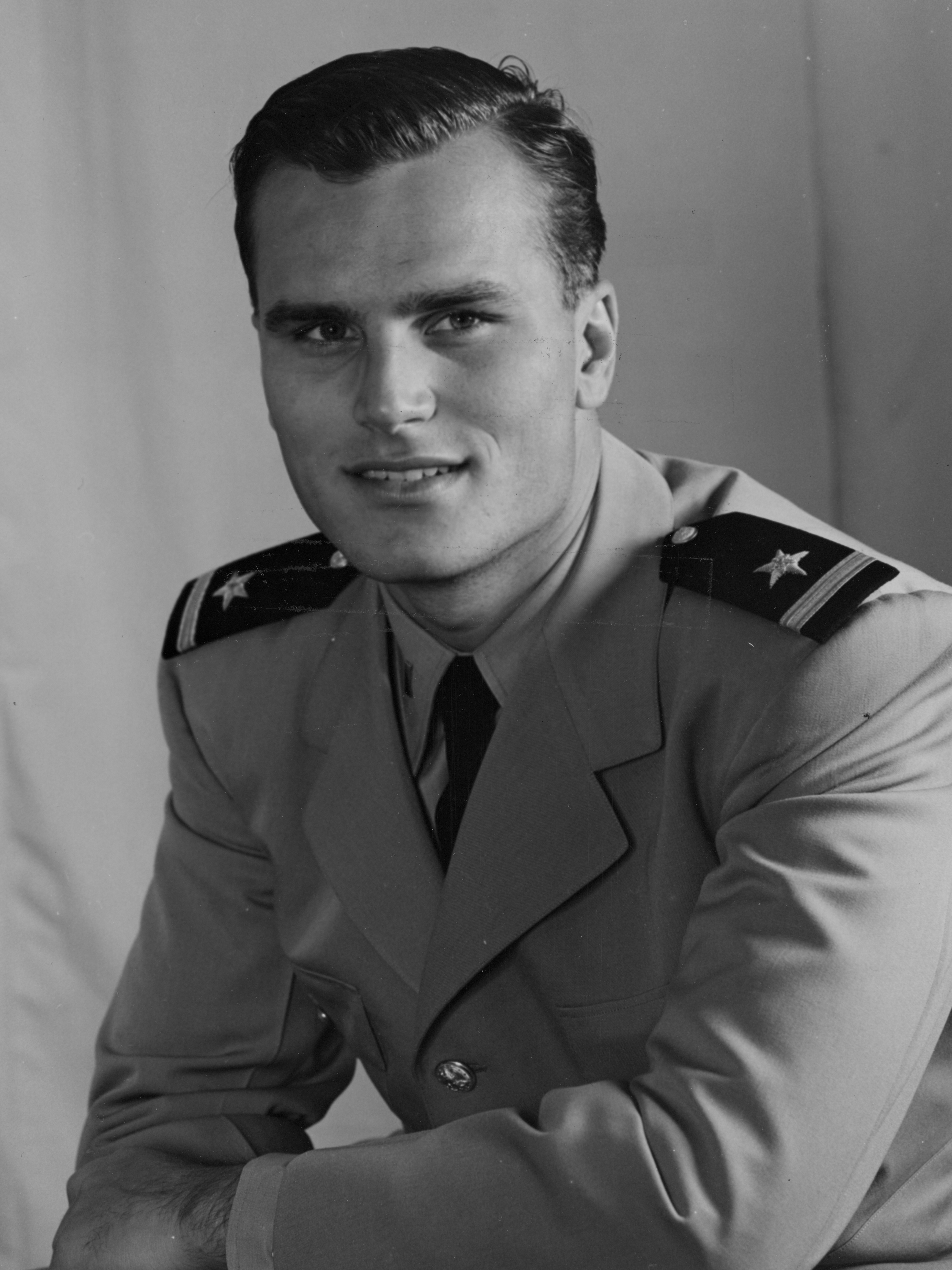
잭 켈리 주니어

존 브랜든 켈리 주니어(영어: John Brendan Kelly Jr., 1927년 5월 24일 ~ 1985년 3월 2일)는 미국의 운동선수였고, 뛰어난 조정 선수였고, 올림픽에서 4번 우승한 선수였고, 올림픽 메달을 땄다. 그는 올림픽 3관왕인 잭 켈리 시니어의 아들이었고, 모나코의 공비인 그레이스 켈리의 오빠였다. 1947년, 켈리는 미국 최고의 아마추어 운동선수로서 제임스 E. 설리번 상을 받았다. 그는 미국 올림픽 위원회의 회장으로서 짧은 재임기간을 지냈다.
켈리는 정치인이기도 했으며, 필라델피아 시의회의 대규모 의원을 역임했다.